# Tobramicina
La tobramicina es un antibiótico aminoglucósido de amplio espectro derivado de la bacteria Streptoalloteichus tenebrarius, utilizado principalmente en infecciones bacterianas, especialmente de bacterias Gram negativas y Pseudomonas. Se usa contra infecciones urinarias y para el tratamiento de la conjuntivitis.

## Indicaciones
Es especialmente destinado para bacterias de tipo gram negativas del tracto genital de la mujer (Escherichia coli, Chlamydia trachomatis, gonococos), la cual cobra vital importancia en la recepción neonatal, debido a su uso como profilaxis antibiótica contra las conjuntivitis bacterianas de los neonatos.[cita requerida]
También se aplica en cuadros de infección conjuntival de niños en edad preescolar y en adolescentes.[cita requerida]
Presenta un espectro de actividad in vivo similar al de la gentamicina. Es particularmente útil en aerosoles para pacientes con fibrosis quística y enfermedades pulmonares crónicas con colonización o infección por Pseudomonas aeruginosa. La resistencia bacteriana a la tobramicina es similar a la de la gentamicina por razón de las mismas enzimas inactivadoras.
En combinación con diclofenaco, se utiliza para la prevención y el tratamiento de la inflamación del segmento anterior del ojo en la cirugía de catarata, cuando esté indicado un antiinflamatorio no esteroideo (AINE), si se presenta una infección ocular bacteriana simultánea y si se sabe que hay un riesgo alto de infección.

## Contraindicaciones
La tobramicina está contraindicada en casos de hipersensibilidad conocida a cualquier aminoglucósido, en el embarazo y en la lactancia.